# Festival Internacional de Cine Chihuahua
El Festival Internacional de Cine de Chihuahua, FICCH 2018, basado en el proyecto de desarrollo de la industria cinematográfica de Chihuahua del maestro Eduardo Barraza, tiene la finalidad de promover e impulsar el talento cinematográfico del norte del país.  Dándole voz a los artistas locales, nacionales e internacionales. El Festival celebra la creatividad, el esfuerzo, el trabajo y el valor que conlleva la realización cinematográfica en el Norte del País. Desempeña un papel vital en la promoción del talento nacional e internacional emergente..
Durante los días del festival se contará con diversas actividades enfocadas a promover el diálogo e intercambio de ideas, entre creadores, ejecutantes y espectadores de la industria cinematográfica.
El Festival cuenta con el respaldo de diferentes organismos mundiales de promoción cinematográfica.
En esta primera edición se espera la participación de más de 75 países.

## Colaboradores FICCH 2018
Keila Valdivia,
Karen Olivas Reyes,
Carolina Herrera,
Karina Carmona,
Miriam de la O,
Melissa Moriel,
Johan Nogal,
Aylin Serrano,
Samantha Oates,
Ernesto García,
Yareli Cacahuatitla,
Anabell Tarín,
Valeria Aguilar,
Mónica Ramírez,
Ales Prieto,
José Luis Lem,
Alejandra Ugarte,
Yari Reyes,
Relaciones Públicas:
Katya Cháirez
Desarrollador de proyecto:
Eduardo Barraza

## Talleristas FICCH 2018
José Luis Solís Taller de Producción cinematográfica, 
Carolina Duarte Taller de Dirección cinematográfica, 
Ricardo Colorado Taller de Dirección cinematográfica,

## Homenaje FICCH 2018
Director Rafael Montero

## Conoce Chihuahua
- Chihuahua es una de las ciudades con mayor nivel de inversión en el país.

- Ubicación geográfica estratégica.

- Infraestructura de clase mundial.

- Experiencia probada en la industria nacional e internacional de más de 30 años.

- Alta calidad en la fuerza de trabajo y en el nivel de vida.

- Bajos niveles de actividad sindical.

- Alta disponibilidad y Calidad de Recursos Humanos.

- Presenta uno de los niveles más altos de calidad de vida en el país.

- Amplia disponibilidad de servicios logísticos, legales y recursos humanos que facilitan el inicio de las operaciones.

## Cómo llegar
- México tiene acceso a 930 millones de consumidores a través de 11 Tratados de Libre Comercio con 42 países.

- El Estado de Chihuahua tiene una frontera de más de 900 kilómetros con Nuevo México y Texas y es una de las principales puertas para el intercambio comercial entre México, Estados Unidos y Canadá.

- La ciudad de Chihuahua es la capital del Estado y se encuentra en una situación geográfica privilegiada a sólo 370 km del mercado más grande del mundo.